# Dlouholoučské stráně
Dlouholoučské stráně je přírodní rezervace na severovýchodním okraji obce Dlouhá Loučka v okrese Svitavy. Oblast spravuje Krajský úřad Pardubického kraje. Důvodem ochrany jsou opukové stráně s výskytem chráněných druhů rostlin a živočichů.